# Tianjing

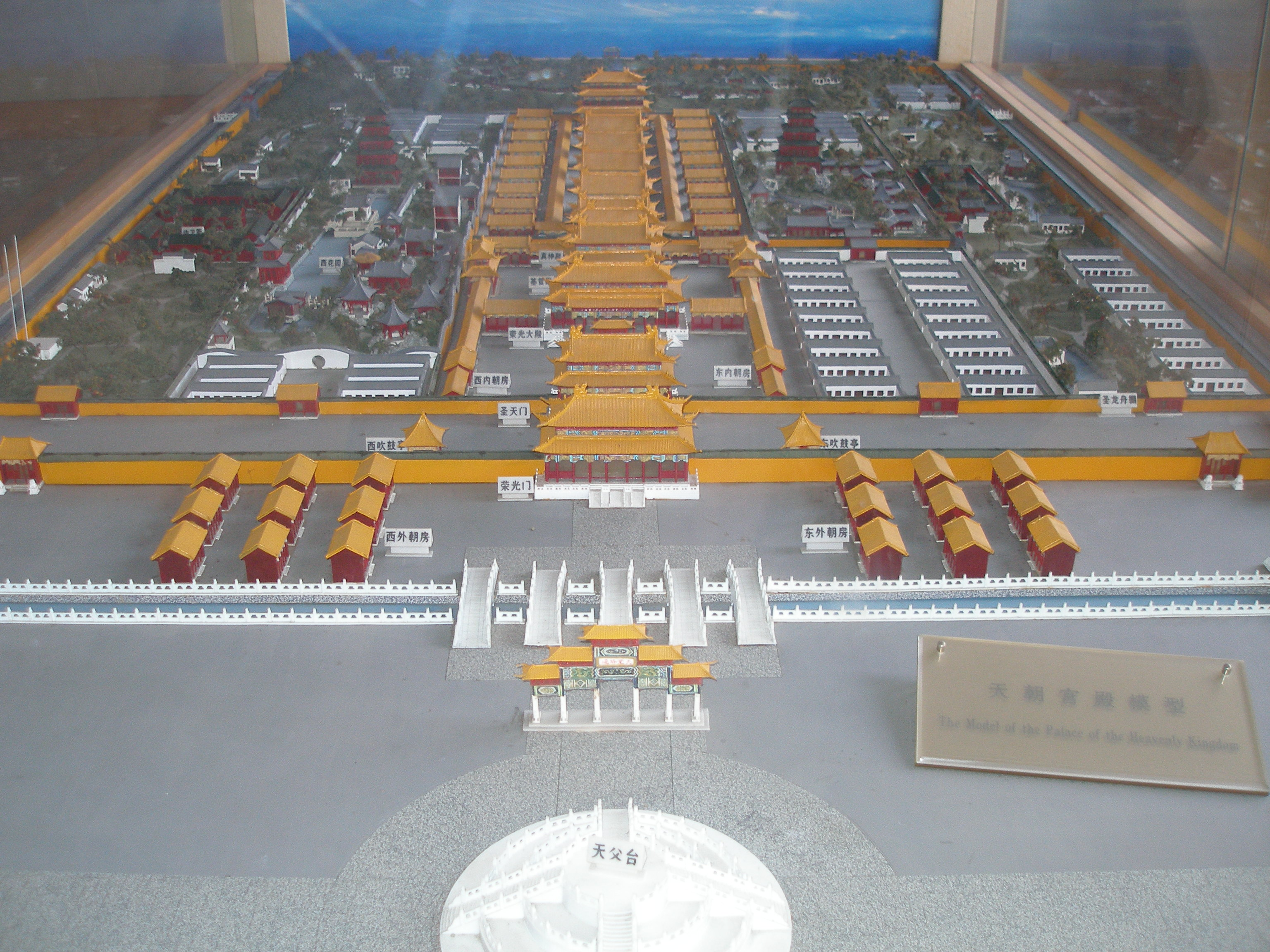
Maquette représentant le palais du Royaume Céleste à Tianjing (Nankin).

Tianjing (chinois : 天京, pinyin : Tiānjīng, la « Capitale Céleste », à ne pas confondre avec Tianjin), est le nom donné à Nankin par Hong Xiuquan, roi du « Royaume céleste de la Grande Paix », pendant la Révolte des Taiping, de 1853 à 1864.

## Histoire de la ville sous les Taiping
Nankin, l'ancienne capitale de la dynastie des Ming, avait été prise par les rebelles Taiping le 19 mars 1853.
Au nom de la lutte contre l'adoration des faux dieux, les Taiping détruisirent alors la pagode de porcelaine, qui s'élevait à 80 mètres de haut et était une des fiertés de Nankin.
On y trouvait deux grands palais, situés à l'ouest de la citadelle mongole de la ville, le palais du Roi Céleste, Hong Xiuquan d'une part, et le palais du Roi de l'est, Yang Xiuqing de l'autre.
Les Taiping avaient mis en place une organisation collectiviste et égalitaire, mais avec une rigoureuse séparation des sexes ; dans les très grandes villes, telles que Wuchang et Nankin, la séparation des sexes est appliquée de façon rigoureuse : les hommes sont logés dans un bâtiment, les femmes et les enfants dans un autre.
Hommes et femmes sont regroupés dans ces bâtiments par groupes de 25 (appelés guan), en fonction de leur métier. Il y a donc des guan de maçons, de charpentiers, de tailleurs, ou encore de meuniers, de boulangers, et même de fabricants de sauce soja.Il y a également des guan d'« intérêt collectif », pour des métiers tels que médecins, pompiers, ou encore employés des pompes funèbres.
Les petites boutiques vendant de la viande, du poisson, ou du thé sont séparées selon le sexe des clients (une boutique pour les clients, une boutique pour les clientes) ; la police Taiping veille à l'application de la règle. À Nankin, la population réagit de façons différentes : si certains adhèrent au nouveau système, d'autres se cachent, ou s'enfuient, entraînant par exemple une pénurie de médecins, car beaucoup ont fui la ville.
La ville fut reprise par l'armée impériale des Qing le 19 juillet 1864 ; des combats de rue et des massacres s'ensuivirent, au cours desquels 150 000 rebelles furent tués.